# Troska (planetka)
(17776) Troska je planetka v hlavním pásu asteroidů. Objevil ji 22. března 1998 Petr Pravec z astronomickém ústavu v Ondřejově. Byla pojmenována po českém spisovateli sci-fi J. M. Troskovi.